# Nico and the Niners
«Nico and the Niners» es una canción del dúo musical estadounidense Twenty One Pilots. Fue lanzada el 11 de julio de 2018 como uno de los sencillos de su quinto álbum de estudio, Trench (2018), junto con "Jumpsuit". La canción alcanzó su punto máximo en el número 79 en la lista Billboard Hot 100 de los Estados Unidos.

## Composición
"Nico and the Niners" es una mezcla de reggae, rap, rock alternativo y canción rock psicodélico con una duración de tres minutos y cuarenta y siete segundos. Presenta un verso de rap, algunos clips de audio vocales reproducidos al revés y una sección con un ritmo de batería invertido. Además, hay secciones que usan un efecto de vocoder en los clips de las voces. La canción se reproduce en escala de La menor y 140 beats por minuto.

## Video musical
El video musical de "Nico and the Niners" fue lanzado el 26 de julio de 2018. El video muestra al cantante Tyler Joseph empacando una mochila y conociendo al baterista Josh Dun en una ciudad descolorida (conocida como Dema), donde se dan la mano antes de unirse a un grupo de rebeldes armados con antorchas y tocar la canción. El video gira entre ese misterioso hilo y las actividades místicas de misteriosas figuras vestidas de rojo con capucha. El video fue filmado en Járkov y Kiev, Ucrania.